# José Compte Argimon
José Compte Argimon (Barcelona, 1910 - Barcelona, 23 de julio de 1987) fue un fotógrafo español especializado en fotografía publicitaria, de moda y retrato. Se destaca por su vinculación al régimen franquista, especialmente durante la guerra civil española en la que asumió el cargo de Jefe de Fotografía de la Delegación de Propaganda.

## Historia
Compte se alió en la II República con Palatchi y fundó el estudio Compal de Barcelona, en la calle Valencia. Juntos llevaron a cabo campañas como la del Lápiz Termosán, combinando una fotografía atrevida y sugerente, de influencia surrealista, con los avances tipográficos de las nuevas vanguardias. Sus anuncios fueron publicados en diferentes revistas como D'Ací i d'Allà, Tricornio o Estampa, entre otras.
Estallada la Guerra Civil, Compte escapa de Cataluña y, desde 1937, se pone al servicio de la “causa nacional” como publicista político, junto al técnico publicitario Antonio Rivière Manen, dentro de la Delegación de Prensa y Propaganda del Estado. Así empezó a colaborar en distintas publicaciones del aparato de propaganda como Destino —el órgano de los catalanes «exiliados» en Burgos—, Fotos —el semanario fotográfico de la Falange— o Vértice. En 1938, Dionisio Ridruejo —recién nombrado director general de Propaganda— lo puso al frente de la Sección de Fotografía, aspecto que marca un punto de inflexión cualitativo en la producción gráfica de los sublevados. En 1939 Compte entra con las tropas de Juan Yagüe en Barcelona, siendo uno de los pocos fotógrafos que puede tomar imágenes como las del desfile de la Victoria, publicado en Vértice junto a su reportaje dedicado a la aviación de los sublevados y a la destrucción del puerto de Barcelona. También se le considera responsable de la incautación de las fotografías tomadas por autores y entidades catalanas, que se enviaron en los vagones de la Delegación del Estado para la Recuperación de Documentos (DERD) a Salamanca.
Durante el franquismo, se integró rápidamente en el nuevo establishment burgués como fotógrafo de la alta sociedad, asociándose con el conocido retratista Ramón Batlles. Se convirtió en un “senyor de Barcelona” haciendo fortuna como el “fotógrafo de las novias”, como era conocido. Respetado por sus vecinos, fue elegido Presidente de Honor de la Asociación de Protectores de la Avenida del Generalísimo —actual Diagonal—, plaza Calvo Sotelo —Francesc Macià— y Avenida General Goded —Pau Casals—. Incluso llegó a recibir una medalla en 1970, al Mérito Social Penitenciario por “servicios relevantes en el ámbito penitenciario” en el Saló de Cent del Ayuntamiento de Barcelona.